# Lover's Game
Pour plus de détails, voir Fiche technique et Distribution.
Lover's Game est un film américain réalisé par Danielle Earle, sorti en 2015.

## Synopsis
Vincent et Annabella, un couple vivant à New York, désirent avoir un enfant mais apprennent qu'ils ne peuvent en avoir. 
Cela affecte leur couple, alors qu'Annabella fait la connaissance de Gillian, une séduisante artiste-peintre lesbienne.

## Fiche technique
- Durée : 108 minutes (1 h 48)

## Distribution
- Crawford M. Collins : Annabella
- Blaine Pennington : Vincent
- Miranda McCauley : Gillian
- Paul Sheehan : Paul
- Teniece Divya Johnson : Barbara
- Andrew Nielson : Greg
- Nadia Serantes : Elle
- Marianne Gagrica : Helen
- Amin Fernandez : l'assistant d'Annabella
- Yael Shavitt : l'assistante de Gillian
- Artan Telqiu : le docteur
- Yaron Urbas : Ronaldo
- Cathy Richards : Terri
- Sasha K. Gordon : Olivia
- Julia Johnston : la serveuse

## Lieux de tournage
New York, État de New York, États-Unis.